# Homoneura rudiscutellum
Homoneura rudiscutellum är en tvåvingeart som beskrevs av Kim 1994. Homoneura rudiscutellum ingår i släktet Homoneura och familjen lövflugor. Inga underarter finns listade i Catalogue of Life.